# IK Arvika Fotboll
IK Arvika Fotboll är en fotbollsförening från Arvika i Värmlands län, bildad 18 januari 1988 genom sammanslagning av IFK Arvika och Arvika FK. Klubben har sedan den bildades alternerat mellan division 3 och division 4. Säsongen 2017 spelar laget i division 4.

### Fotnoter
1. ↑  https://www.laget.se/ArvikaFotboll/Page/110249
2. ↑  http://www.svenskafotbollsklubbar.se/showclub.php?clubid=151
3. ↑  ”Arkiverade kopian”. Arkiverad från originalet den 29 mars 2019. https://web.archive.org/web/20190329161257/https://fogis.se/information/?scr=table&ftid=67522. Läst 29 mars 2019.